# アマテラス粒子
アマテラス粒子（アマテラスりゅうし、英語: Amaterasu particle）は、2021年にテレスコープアレイ実験で観測された、244エクサ電子ボルトのエネルギーに達する超高エネルギー宇宙線である。

## 概要
2021年5月27日、大阪公立大学を中心とした8か国による国際研究チームは、アメリカ合衆国・ユタ州ミラード郡の砂漠地帯に設置されたテレスコープアレイ実験の地表検出器507台で、244エクサ電子ボルトという高いエネルギーの宇宙線を検出した。この粒子のエネルギーは、1991年に同じくユタ州で観測されたオーマイゴッド粒子（320エクサ電子ボルト）に次いで2番目に大きい。理論的には観測が難しいとされるGZK限界を超えるエネルギーを持つ宇宙線のひとつである。観測された宇宙線のうち、約90 %は陽子である。そこでもしも、仮にこの粒子の正体を陽子だとしたならば、光速の99.99999999999999999999926 %に相当する速度で宇宙空間を飛んできた計算になる。この亜原子粒子ひとつが持つエネルギーは、時速約84 km/hで投げられた野球ボールの持つ運動エネルギーや、腰の高さから地面へ落ちるレンガ1個の持つエネルギーとおおよそ同等である。

## 命名
日本神話の天照大神に因んで「アマテラス粒子」と命名された。このように命名された理由は、前例であるオーマイゴッド粒子に神と入っていること、検出されたのが明け方だったこと、日本人（大阪公立大学の藤井俊博）が信号を発見したこと、アマテラス粒子以上の粒子が発見されても命名の余地があること（イザナギやイザナミなど）、などがある。

## 発生源
この超高エネルギー宇宙線の到来方向はローカル・ボイドのある方向であり加速天体候補は知られておらず、加速源となりうる天体は特定されていない。これを説明可能な説は3つある。銀河の磁場によって粒子の進路が大きく曲がったという説、未知の天文現象であるという説、暗黒物質（ダークマター）の崩壊で発生した粒子だという説の3つである。